# Legend – Schwelender Sturm
Legend – Schwelender Sturm (englischer Originaltitel: Prodigy) ist ein dystopischer Jugendroman von Marie Lu aus dem Jahr 2013. Die deutsche Übersetzung von Sandra Knuffinke und Jessika Komina erschien am 16. September 2013 im Loewe Verlag. Es ist das zweite Buch einer Trilogie; der Titel des ersten Romans lautet Legend – Fallender Himmel (engl. Originaltitel: Legend) und das dritte Buch trägt den Titel Legend – Berstende Sterne (engl. Originaltitel: Champion).

## Handlung
Day und June reisen nach Los Angeles, um dort die Patrioten zu treffen. In Vegas hören sie, dass der Elektor gestorben ist; sein Sohn, Anden, tritt sofort die Nachfolge an. Die beiden werden von der Rebellin Kaede aufgegriffen und handeln einen Deal mit den Patrioten aus: Die Rebellen helfen mit, Days jüngeren Bruder, Eden, zu finden und im Gegenzug sollen Day und June dabei helfen, den neuen Elektor zu ermorden. June lässt sich absichtlich von der Republik schnappen, während Day nach Lamar geschickt wird. Bevor sich die beiden trennen, schenkt Day June einen selbstgemachten Ring aus Büroklammern. June wird von Thomas verhört und ihr wird klar, dass Metias Thomas liebte, was sie noch nur wütender auf Thomas macht. Sie verlangt, zum neuen Elektor gebracht zu werden. Unterdessen zeigt Kaede Day eine Reihe von Tunneln, die von den Kolonien zur Republik führen. June trifft Anden und ist überrascht, dass er ganz anders ist als sein verstorbener Vater. June gewinnt sein Vertrauen, damit sie ihn zu dem Ort locken kann, wo er ermordet werden soll. Allerdings wird ihr bewusst, dass er sich in sie verliebt und June fängt an, Zweifel am Plan der Rebellen zu haben. Sie schickt Day ein geheimes Signal, um das Attentat zu stoppen. Anden will, dass die Republik wieder so wird, wie sie früher war, und June ist überzeugt, dass er keine Gefahr ist; sie wiederholt das Signal für Day. Day hingegen entdeckt einen Zugwagon, wo ein kleiner Junge in einem Glasbehälter gefangengehalten wird, und wird an Eden erinnert. Er findet heraus, dass die Republik Opfer der Seuche verwendet, um sie als biologische Waffe gegen die Kolonien einzusetzen. Als Soldaten auf dem Weg sind, ist Day gezwungen, den Jungen zurückzulassen. Am Tag des Attentats hält sie die Rebellen davon ab, den Elektor zu ermorden. Sie und Day werden wieder vereint und sie müssen fliehen. Sie flüchten in einen der Tunnel und verbarrikadieren sich in einem Bunker. Nach einem Streit gehen die beiden in die Kolonien und ihnen wird bewusst, dass sie nicht so perfekt sind wie angenommen. Die beiden finden heraus, dass der Anführer der Patrioten, Razor, für die Republik arbeitet; der Senat will nicht, dass der neue Elektor etwas ändert und will ihn vernichten. Kaede, June und Day flüchten in einem Jet in die Republik und schaffen es gerade so, in Denver bruchzulanden. Kaede wird bei der folgenden Schießerei jedoch erschossen. Der Elektor verliert die Kontrolle, aber Day klettert auf die Spitze eines Gebäudes und gewinnt die Bürger für seine Seite, indem er ihnen sagt, dass er den neuen Elektor unterstützt. Später wird ein Großteil des Senats verhaftet und Day wird wieder mit Eden vereint. Day wird jedoch auch informiert, dass er durch die Experimente der Republik, die an ihm durchgeführt wurden, als er jünger war, eine Krankheit hat, die ihn letzten Endes umbringen wird. June wird eine hohe Stelle im Senat angeboten und Day sagt ihr, sie soll die Chance ergreifen. Er erzählt ihr nichts von seiner tödlichen Krankheit. Bevor sie geht, küsst er sie zum Abschied.

## Rezeption
Sara Scribner von der The Los Angeles Times schrieb: „Marie Lu hat mit ‚Prodigy‘ den Fluch gebrochen; das zweite Buch der ‚Legend‘-Serie [...] Im Gegensatz zu ‚Die Tribute von Panem‘, wo ein Adrenalinstoß generiert wird, indem Kindern Pfeil und Bogen gegeben wird, liegt die Kraft dieser Serie in den vielschichtigen Atmosphären und in der Weise, wie die Figuren über ihre Welt — und über sich gegenseitig — reflektieren und kämpfen. Mit ‚Legend — Schwelender Sturm‘ beweist Lu, dass Buch Nummer zwei nicht die zweite Geige spielen muss; es bietet auch allein ein faszinierendes und tiefes Vergnügen.“
Publishers Weekly schrieb über den Roman: „June und Day waren einst durch Ignoranz und Umstände getrennt; jetzt durch Prinzipien und Entscheidungen. Die Darstellung dieses Dilemmas ist stramm und tiefgreifend, und während die Handlung auf einer hohen Spannungsebene bleibt, statt den üblichen Bogen zu beschreiben, entstehen genug Fragen, um die Geschichte zu ihrem schmerzvollen Ende voranzutreiben.“
Kirkus Reviews schrieb ebenfalls eine positive Rezension: „Das Pathos von Days und Junes ehemaliger Romanze scheint durch, ohne von der Spannung ihrer Rebellion abzulenken; sowohl die fesselnde Handlung als auch die unterhaltsame Charakterbeschreibung halten das Interesse an ihrem Kampf aufrecht.“